# Wanda Rothgardt
Wanda Rothgardt, som gift egentligen Wanda Friedmann, född 12 mars 1905 i Stockholm, död 16 juni 1950 i Göteborg, var en svensk skådespelare. Rothgardt medverkade bland annat i filmer som Herr Arnes pengar (1919), Unga hjärtan (1934), Ordet (1943), Två människor (1945), Kristin kommenderar (1946) och Konsten att älska (1947).

## Biografi
Rothgardt filmdebuterade som barn, 1915, i Mauritz Stillers Hans hustrus förflutna. Hon kom senare även bland annat att medverka i hans film Herr Arnes pengar (1919). Rothgardt medverkade i 19 filmer under sin drygt 30 år långa karriär, den sista 1948. 
Wanda Rothgardt gjorde som tolvåring scendebut i På de anklagades bänk på Svenska Teatern i Stockholm samtidigt som hon spelade skolteater vid Almquistska skolan. Senare försökte hon komma in vid Dramatens elevskola men misslyckades. Hon var engagerad i Helsingborgs stadsteater 1923–1926 där hennes första roll blev Julie i Komedien samt vid Lorensbergsteatern 1926–1929 och Folkteatern i Göteborg 1929–1931. Wanda Rothgardt var engagerad vid Dramaten och Riksteatern 1931–1935 och från 1936 till sin bortgång vid Göteborgs stadsteater.
Rothgardt var dotter till skådespelaren Pietro Rothgardt och sångaren Edla Rothgardt samt gift med skådespelaren Semmy Friedmann från 1930. Hon var mor till skådespelaren Jane Friedmann.
Wanda Rothgardt är begravd på Norra begravningsplatsen utanför Stockholm.

## Filmografi
- 1915 – Hans hustrus förflutna
- 1915 – Mästertjuven
- 1916 – Dödskyssen
- 1919 – Herr Arnes pengar
- 1920 – Bodakungen
- 1922 – Det omringade huset
- 1925 – Ett köpmanshus i skärgården
- 1926 – Flickorna på Solvik
- 1927 – Förseglade läppar
- 1934 – Simon i Backabo
- 1934 – Unga hjärtan
- 1943 – Ordet
- 1945 – Två människor
- 1945 – Galgmannen
- 1946 – Johansson och Vestman
- 1946 – Kristin kommenderar
- 1947 – Konsten att älska
- 1948 – Nu börjar livet
- 1948 – Eva

## Teater

### Roller (ej komplett)
| År   | Roll                               | Produktion                                                      | Regi                      | Teater                   |
| ---- | ---------------------------------- | --------------------------------------------------------------- | ------------------------- | ------------------------ |
| 1923 | Betty                              | Moral Ludwig Thoma                                              | Torsten Hammarén          | Helsingborgs stadsteater |
| 1923 | Gertrud                            | Fjärde budet Sigurd Wallén                                      | Albin Lindahl             | Helsingborgs stadsteater |
| 1923 | Julie                              | Komedien Nini Roll Anker                                        | Gerda Lundequist-Dalström | Helsingborgs stadsteater |
| 1923 | Anton                              | Det lyckliga valet Nils Kjær                                    | Torsten Hammarén          | Helsingborgs stadsteater |
| 1924 | Roberta Adams                      | Din nästas fästmö Adelaide Matthews och Anne Nichols            | Torsten Hammarén          | Helsingborgs stadsteater |
| 1924 | Bertha                             | Hjärter är trumf Felix Gandera                                  | Torsten Hammarén          | Helsingborgs stadsteater |
| 1924 | Inga Werner                        | Disciplin Einar Fröberg                                         | Torsten Hammarén          | Helsingborgs stadsteater |
| 1924 | Bernabea                           | Åtrå Jacinto Benavente                                          | Gerda Lundequist-Dalström | Helsingborgs stadsteater |
| 1924 | Lena                               | Försvarsadvokaten Ferenc Molnár                                 | Torsten Hammarén          | Helsingborgs stadsteater |
| 1924 | Lucienne Davray                    | Vännen Lorel Adrien Vély och H. R. Girardet                     | Torsten Hammarén          | Helsingborgs stadsteater |
| 1924 | Herodias page                      | Salome Oscar Wilde                                              | Torsten Hammarén          | Helsingborgs stadsteater |
| 1924 | Anna                               | Värmlänningarna Fredrik August Dahlgren och Andreas Randel      | Hjalmar Peters            | Helsingborgs stadsteater |
| 1925 | Annie                              | Dagens hjälte Carlo Keil-Möller                                 | Torsten Hammarén          | Helsingborgs stadsteater |
| 1925 | Angelica Martin                    | Vår lilla fru Avery Hopwood                                     | Torsten Hammarén          | Helsingborgs stadsteater |
| 1925 | En piga                            | Thora van Deken Henrik Pontoppidan och Hjalmar Bergstrøm        | Gerda Lundequist-Dalström | Helsingborgs stadsteater |
| 1925 | Ida                                | Kära släkten Gustav Esmann                                      | Gerda Lundequist-Dalström | Helsingborgs stadsteater |
| 1925 | Helga                              | Geografi och kärlek Bjørnstjerne Bjørnson                       | Helge Wahlgren            | Helsingborgs stadsteater |
| 1925 | Gemma                              | Löftet Tomasino Scotti                                          | Gerda Lundequist-Dalström | Helsingborgs stadsteater |
| 1925 | Hildur                             | Ljungby horn Edgar Collin, Vilhelm Østergaard, och Alfred Ipsen | Helge Wahlgren            | Helsingborgs stadsteater |
| 1926 | Georgine                           | Stora barndopet Oskar Braaten                                   | Helge Wahlgren            | Helsingborgs stadsteater |
| 1926 | Anne-Marie Ehinger                 | Liliom Ferenc Molnár                                            | Torsten Hammarén          | Helsingborgs stadsteater |
| 1926 | Dora Svensson                      | Nationalmonumentet Tor Hedberg                                  | Helge Wahlgren            | Helsingborgs stadsteater |
| 1929 | Florence                           | S.k. kärlek Edwin J. Burke                                      | Harry Roeck-Hansen        | Djurgårdsteatern         |
| 1930 | Wanda                              | Kom, sågs, segrade! Louis Verneuil                              | Rudolf Wendbladh          | Helsingborgs stadsteater |
| 1930 | Orinthia                           | Karusellen George Bernard Shaw                                  | Rudolf Wendbladh          | Helsingborgs stadsteater |
| 1930 | Olympia                            | Olympia Ferenc Molnár                                           | Rudolf Wendbladh          | Helsingborgs stadsteater |
| 1930 | Eva Granberg                       | Kontraband Oscar Rydqvist                                       | Albert Nycop              | Helsingborgs stadsteater |
| 1931 | Miss Chicks Mary                   | Pickwick-klubben František Langer efter Charles Dickens         | Olof Molander             | Dramaten                 |
| 1932 | Alicia                             | Majestät Marika Stiernstedt                                     | Olof Molander             | Dramaten                 |
| 1932 | Maria Antonovna                    | Revisorn Nikolaj Gogol                                          | Alf Sjöberg               | Dramaten                 |
| 1932 | Eva En ung kvinna Andra städerskan | Guds gröna ängar Marc Connelly                                  | Olof Molander             | Dramaten                 |
| 1934 | Hortense                           | De hundra dagarna Benito Mussolini och Giovacchino Forzano      | Rune Carlsten             | Dramaten                 |
| 1934 | Anaïs                              | Den italienska halmhatten Eugene Labiche                        | Olof Molander             | Dramaten                 |